# Serra dels Llaners
La Serra dels Llaners és una serra situada al municipi d'Artesa de Segre a la comarca de la Noguera, amb una elevació màxima de 790 metres.